# 松方種子
松方 種子（まつかた たねこ、1918年2月18日 - 1989年6月8日）は、東京・麻布に所在する西町インターナショナルスクールの創立者である。
第4代、第6代総理大臣松方正義は父方の祖父であり、実業家新井領一郎は母方の祖父である。松方ハル（元アメリカ大使エドウィン・O・ライシャワーの妻）は松方種子の実姉である。妹は松方ミエ。
東京出身。プリンシピア大学卒業、コロンビア大学大学院図書館学専攻修士課程修了。1949年、松方家の敷地に西町インターナショナルスクールを創立した。